# Valley of Love
Valley of Love is een Franse film uit 2015, geregisseerd door Guillaume Nicloux. De film ging in première op 22 mei op het Filmfestival van Cannes.

## Verhaal
Gérard en Isabelle zijn twee bekende acteurs die ooit een koppel waren en samen een zoon hebben. Zes maanden na het overlijden van hun 25-jarige zoon ontvangen ze brief van hem. Hij nodigt hen uit om vijf plaatsen in Death Valley in de VS te bezoeken en dit bezoek zou ervoor zorgen dat hun zoon terugkomt. Ondanks het absurde van de situatie besluiten ze toch samen op het voorstel in te gaan.

## Rolverdeling
| Acteur           | Personage |
| ---------------- | --------- |
| Gérard Depardieu | Gérard    |
| Isabelle Huppert | Isabelle  |